# Circle of Dust
I Circle of Dust sono un gruppo industrial metal formato nei primi anni novanta da Klayton (allora noto come Scott Albert), famoso ora soprattutto per la sua band solista Celldweller. Originariamente, il gruppo era formato dal cantante Klayton e il suo chitarrista Darren "Klank" Diolosa, ed in seguito ha portato alla nascita di moltissimi progetti come Klank, Angeldust, Argyle Park e CHATTERbOX.
I Cicle of Dust hanno continuato la loro attività fino allo scioglimento avvenuto nel 1998. Nel 2016 il gruppo è tornato in attività quando Klayton è riuscito a acquistare tutti i diritti degli album rilasciati e a rilasciarli tramite la sua casa discografica Fixt. Sempre nel 2016 è stato rilasciato un nuovo album, Machines Of Our Disgrace.

## Discografia
- 1992 - Telltale Crime (VHS)
- 1992 - Circle of Dust
- 1993 - Circle of Dust / Brainchild Split 7" EP
- 1993 - Metamorphosis (Compilation)
- 1994 - Brainchild (R.E.X. Records)
- 1995 - Circle Of Dust (R.E.X. Records, re-recorded version)
- 1998 - Disengage (Flying Tart)
- 2005 - Circle of Dust (re-release, Retroactive Records)
- 2005 - Metamorphosis (re-release) (Retroactive Records)
- 2005 - Brainchild (re-release) (Retroactive Records)
- 2006 - Disengage
- 2016 - Machines Of Our Disgrace

Altre canzoni apparse su
- I Predict A Clone (1994, A Tribute to Steve Taylor)
- Can You Dig It? III (1994, R.E.X. Records Compilation)
- Doom & Gloom: Visions of the Apocalypse (1995, Nesak International Records
- Compe Noctem Volume 1 (1998, Bleeding Edge Media/Carpe Noctem Magazine)
- Lightning Strikes Twice (Industrial Compilation)